# Henning Höppner

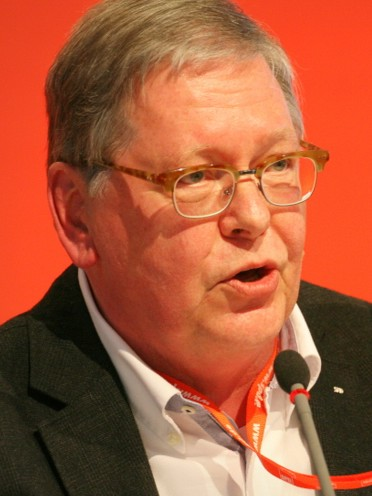
Henning Höppner (2013)

Henning Höppner (* 5. Mai 1949 in Süderlügum) ist ein deutscher Politiker (SPD).

## Leben und Beruf
Nach dem Abitur 1968 leistete Höppner seinen Wehrdienst ab und begann anschließend 1970 ein Studium des Informationsdesigns an der Muthesius Kunsthochschule Kiel, welches er 1974 als Diplom-Designer beendete. Danach studierte er von 1975 bis 1982 Kunstgeschichte, Pädagogik und Volkskunde an der Christian-Albrechts-Universität Kiel. 1983 erfolgte hier seine Promotion zum Dr. phil. mit der Arbeit Die Baugeschichte der Jakobikirche zu Lübeck. Höppner war danach bis 2002 beim Kreis Plön beschäftigt. Er leitete zunächst die Kreisvolkshochschule und wurde 1987 Kreisdenkmalpfleger. 1990 übernahm er die Leitung des Amtes für Schule und Kultur des Kreises Plön und 1998 wurde er schließlich Fachbereichsleiter für Schule, Kultur, Soziales, Jugend und Sport.
Henning Höppner ist verheiratet und hat zwei Kinder. Er hat einen großen Teil der Wappen und Flaggen der Ämter und Gemeinden im Kreis Plön entworfen.

## Partei
Höppner ist schon als Schüler 1967 in die SPD eingetreten und gehört seit 1999 dem Vorstand des SPD-Kreisverbandes Plön an.
2005 war Höppner der Kandidat der SPD für das Amt des Landrates des Kreises Plön. In der Stichwahl konnte er sich jedoch nicht gegen den Amtsinhaber Volkram Gebel (CDU) durchsetzen.

## Abgeordneter
Höppner war von 2000 bis 2012 Mitglied des Landtages von Schleswig-Holstein. Hier gehörte er zwischen 2002 und 2011 dem Vorstand der SPD-Landtagsfraktion an und war außerdem Vorsitzender des Fraktionsarbeitskreises Bildung, Wissenschaft, Forschung und Kultur. Seit 2005 war er daneben stellvertretender Vorsitzender des Umwelt- und Agrarausschusses.
Henning Höppner ist 2000 als direkt gewählter Abgeordneter des Wahlkreises Plön-Süd und 2005 sowie 2009 über die Landesliste in den Landtag eingezogen.